# Stelle (Fabri Fibra)
Stelle è un singolo del rapper italiano Fabri Fibra, pubblicato il 17 giugno 2022 come secondo estratto dal decimo album in studio Caos.

## Descrizione
Il brano ha visto la partecipazione di Maurizio Carucci, cantautore e frontman degli Ex-Otago, con la produzione di Dardust che mixa musica disco con musica urban. Riguardo al significato del testo, Fabri Fibra ha spiegato:
Secondo Carucci, il testo di Stelle riguarda «uno smarrimento, di una fuga dalla città, dalla propria casa, dagli amori, un viaggio nell'universo. Ma anche un dialogo con noi stessi, con le nostre fragilità. È un inno alla nostra salute mentale, è un invito ad accogliere i nostri smarrimenti, ad accettare il fatto che ogni tanto possiamo perdere la rotta».

## Video musicale
Il video, diretto da Cosimo Alemà e girato in Sardegna fra Porto Cervo e Santa Teresa Gallura, è stato reso disponibile il 27 giugno 2022 attraverso il canale YouTube del rapper.

## Classifiche
| Classifica (2022) | Posizione massima |
| ----------------- | ----------------- |
| Italia            | 23                |